# Jean Yatove
Jean Yatove, nom de plume de Jean Georges Fernand Iatowski, est un compositeur et producteur français né le 7 mai 1903 à Fondettes (Indre-et-Loire) et mort le 28 juin 1978 à Boulogne-Billancourt.

## Biographie
Jean Yatove travaille avec Willy Rozier à partir de 1934 : leur collaboration se poursuivra jusqu'au dernier film du réalisateur, en 1976.
Il a produit 2 films : Nuits de Pigalle de Georges Jaffé (1959) et Mon gosse de père de Léon Mathot (1953).

## Filmographie partielle
- 1933 : L'Héritier du Bal Tabarin de Jean Kemm
- 1934 : N'épouse pas ta fille de Willy Rozier
- 1934 : 300 à l'heure de Willy Rozier
- 1935 : Coup de vent de Jean Dréville
- 1935 : Bout de chou de Henry Wulschleger
- 1936 : Le Coup de trois de Jean de Limur
- 1937 : Les Hommes de proie de Willy Rozier
- 1937 : Les Anges noirs de Willy Rozier
- 1937 : Les Secrets de la mer Rouge de Richard Pottier
- 1938 : Champions de France de Willy Rozier
- 1939 : La Boutique aux illusions de Jacques Séverac
- 1940 : Grey contre X d'Alfred Gragnon et Pierre Maudru
- 1940 : Espoirs de Willy Rozier
- 1942 : Patrouille blanche de Christian Chamborant
- 1943 : L'Auberge de l'abîme de Willy Rozier
- 1944 : La Nuit des temps, court métrage de Roger Verdier
- 1946 : Solita de Cordoue de Willy Rozier
- 1947 : Monsieur Chasse de Willy Rozier
- 1947 : Les Trafiquants de la mer de Willy Rozier
- 1947 : Jour de fête de Jacques Tati
- 1949 : 56, rue Pigalle de Willy Rozier
- 1949 : L'Épave  de Willy Rozier
- 1949 : Le dernier quart d'heure (court métrage)
- 1949 : Les Dieux du dimanche de René Lucot
- 1950 : L'Extravagante Théodora d'Henri Lepage
- 1951 : Porte d'Orient de Jacques Daroy
- 1951 : Le Bagnard de Willy Rozier
- 1951 : Moumou de René Jayet
- 1952 : Les Amants maudits de Willy Rozier
- 1952 : Manina, la fille sans voiles de Willy Rozier
- 1953 : L'Aventurière du Tchad de Willy Rozier
- 1954 : Tabor de Georges Péclet
- 1955 : À toi de jouer, Callaghan de Willy Rozier
- 1955 : Plus de whisky pour Callaghan de Willy Rozier
- 1957 : Et par ici la sortie de Willy Rozier
- 1957 : Reproduction interdite de Gilles Grangier
- 1958 : Un homme se penche sur son passé de Willy Rozier
- 1958 : Les Gaîtés de l'escadrille de Georges Péclet
- 1958 : Échec au porteur de Gilles Grangier
- 1958 : Le Désordre et la Nuit de Gilles Grangier
- 1959 : Marie-Octobre de Julien Duvivier
- 1959 : 125, rue Montmartre de Gilles Grangier
- 1960 : Le Gigolo de Jacques Deray
- 1960 : Boulevard de Julien Duvivier
- 1960 : Prisonniers de la brousse de Willy Rozier
- 1961 : Le Monocle noir de Georges Lautner
- 1961 : Callaghan remet ça de Willy Rozier
- 1962 : L'Œil du Monocle de Georges Lautner
- 1962 : Le Septième Juré de Georges Lautner
- 1963 : L'espionne sera à Nouméa de Georges Péclet
- 1964 : Le Roi des montagnes de Willy Rozier
- 1965 : Les Chiens dans la nuit de Willy Rozier
- 1969 : Les Têtes brûlées de Willy Rozier
- 1973 : Dany la ravageuse de Willy Rozier
- 1976 : Dora, la frénésie du plaisir de Willy Rozier